# Kazakhstan Today
Kazakhstan Today est une agence d'information Kazakh parmi les plus diffusées. Les informations de Kazakhstan Today sont largement reprises à la radio, sur les chaines de télévision et dans la presse écrite Kazakh.